# Одстрањење дојке
Одстрањење дојке, ампутација дојке или мастектомија је метода којом се хируршки отклања целокупно ткиво дојке заједно са брадавицом ареолом (кружном пигментираном кожом око брадавице) и делом коже грудног коша.

## Историја
Одстрањење дојке као метода за лечење рака дојке примењивана  је најмраније пре 548. године нове ере, када је Теодори  (око 497 — 28. јун 548)   супрузи источноримског (византијског) цара Јустинијана I, ову операцију предложио дворски лекар Аеције Амидски. Теодора је одбила ову операцију и умрла је неколико месеци касније.
Abu al-Qasim al-Zahrawi, арапски лекар из десетог века, кога понекад називају „оцем хирургије“, описао је оно што се данас сматра првим покушајем смањења дојки у лечењу гинекомастије. 
У Руском царству женске припадници секте  скопци, мистичне секте „ духовних хришћана “, који операцију кастрације уздиже на ниво побожног дела, користили су мастектомију као ритуал уз кастрацију за мушкарце, у складу са својим уверењем да су дојке сексуална жеља зла.
Прва фотографија резултата операције карцинома дојке објављене су на насловници Њујорк тајмса 1993. године од стране Винстеина, која је изазвала згражавање код великог броја читалаца..
Прва  медијска платформу из 1992. године  емитовала је акције против рака дојке - користећи једно од уметничких дела Joanne Motichka која је она створила током трогодишњег периода, на којима је приказивана мастектомија.

## Епидемиологија малигних болести дојке
Данас смо сведоци све веће учесталости малигних обољења у популацији, а један од најчешћих је све присутнији малигнитет или рак дојке код жена, али и код мушкараца. Међу овим туморима најзлоћуднијеи је карцином дојке,  рак који настаје у ткивима дојке - обично у каналима (цевима које преносе млеко до брадавице) или у режњевима (жлездеама које луче млеко). Настаје и код мушкараца и код жена, иако је карцином дојке код  мушкараца доста редак. 
Забрињавајућа је чињеница да се тумор јавља у све млађем и млађем узрасту, понекад чак и код девојчица млађих од 20 година, посебно ако је неко од женских чланова породице такође боловао од рака дојке.
У Сједињеним Државама се процењује да ће свака 10. жена беле расе развити болест. 
Болест је много је ређа код мушкараца, са мушко женским односом 1:100.

### Трендови  у мастектомији
Између 2005. и 2013. године, укупна стопа мастектомије порасла је за 36 процената, са 66 на 90 случајева на 100.000 одраслих жена. Стопа обостраних мастектомија у болници (стационарно и амбулантно комбиновано) више је него утростручена, са 9,1 на 29,7 на 100.000 одраслих жена, док је стопа једностраних мастектомија остала релативно стабилна на око 60 на 100.000 жена. 
Од 2005. до 2013. стопа обостраних амбулантних мастектомија порасла је више од пет пута, а стационарно се готово утростручила. Стопа једностраних мастектомија готово се удвостручила у амбулантном окружењу, али се смањила за 28 процената у стационарном окружењу. До 2013. године готово половина свих мастектомија изведена је амбулантно.

### Фреквенција
Стопе мастектомије се у свету изузетно разликују, што је документовалједна студија из  2004. године, која је анализирала хируршкетехнике коришћених у међународном испитивању  начина  лечења међу 4.700 жена са раним раком дојке у 37 земаља. Стопа мастектомије била је: највиша у средњој и источној Европи и износила је 77%, САД су биле ба другом месту са  56%,  док је стопа у западној и северној Европа у просеку су износиле 46%,  јужној Европа 42% и у Аустралија и Новом Зеланду 34%.

## Операција дојке
Операција дојке укључује уклањање целе дојке или само дела дојке са тумором и околином и уклањање лимфних чворова из једнакостраничне аксиле. Постоји могућност да се, након уклањања целе дојке, реконструкција дојке може обавити пластичном хирургијом, било уградњом силиконске протезе или трансплантацијом кожних мишића из другог дела тела (леђа, трбушни мишић итд.) . 

### Врсте операција

#### Проширена радикална мастектомија
Проширена радикална мастектомија је хируршка метода одстрањења дојке заједно са кожом, брадавицом, ареолом, оба грудна мишића, свих лимфних чворова пазушне јаме и свих лимфних чворова уз грудну кост. У овом облику мастектомија се данас јако ретко изводи. 

#### Халстедова радикална мастектомија
Халстедова радикална мастектомија је хируршка метода одстрањења дојке заједно са кожом, брадавицом, ареолом, оба грудна мишића и свим лимфним чворовима са те стране.У данашње време ова метода се практично не примењује, јер уклањање грудних мишића практично онемогућава покрете руке.

#### Модификована радикална мастектомија
Модификована радикална мастектомија је хируршка метода одстрањења дојке која се данас највише примењује.
Ова метод подразумева уклањање дојке са делом ткоже, брадавицом и ареолом и свих лимфних чворова пазушне јаме, али без укалањања грудних мишића

#### Симплекс мастектомија
Модификована радикална мастектомија је хируршка метода која подразумева одстрањења само дојке са брадавицом и ареолом док се лимфни чворови пазушне јаме не уклањају.
Ова метод се примењује у раном стадијуму рака (ин ситу) илк код одмаклих стадијума када је рак пробио кожу и отворио рану на дојци или се проширио по целом телу.

#### Субкутана мастектомија
Модификована радикална мастектомија је хируршка метода одстрањења ткива дојке, док се кожа са брадавицом и ареолом сачувају. За ову методу која се сматра превентивном одлучује се жена која има породичну историју ове болести и генетски ризик или код особа са изразитим ризиком од појаве рака дојке.  
Студије показују да се инциденција карцинома дојке на овај начин смањује за 90% након операције код жена које су имале висок ризик од ове болести. Повремено, жена која је имала тумор на једној дојци може се одлучити да уклони другу дојку из предострожности, како би смањила шансу за рецидив. Ако се уклоне обе дојке, ради се о двострукој мастектомији.
Код ове методе непосредно након њеног завршетка следи реконструктивна операција дојке. Реконструкција дојке може се извршити одмах током операције (непосредна реконструкција) или се може заказати касније (одложена реконструкција). Синтетички материјали или ткива из другог дела тела могу се користити за реконструкцију.
- Примери прилагођених протеза за брадавице
- Протезе за дојке које користе жене након мастектомије
- Узорак узет након мастектомије који садржи веома велики рак дојке (у овом случају, инвазивни дуктални карцином)
- Типичан макроскопски (груби преглед)  посечене површине узорка након мастектомије који садржи рак, у овом случају, инвазивни дуктални карцином дојке, бледа област у центру

#### Профилактичка мастектомија
Ова процедура се користи као превентивна мера против рака дојке. Операција има за циљ да уклони сво ткиво дојке које би потенцијално могло да се развије у рак дојке. Операција се генерално разматра када жена има БРЦА1 или БРЦА2 генетске мутације. Код ове методе уклања се ткиво  непосредно испод коже до зида грудног коша и око ивица дојке са обе дојке. 
Пошто се рак дојке развија у ткиву жлезде, морају се уклонити и млечни канали и млечни лобули. Пошто је регион тако широк, од кључне кости до доњег руба ребра и од средине грудног коша бочни и испод руке, веома је тешко уклонити сво ткиво. 
За ову процедуруе се каже да смањује ризик од рака дојке за 100%. Међутим, друге околности могу утицати на исход. Студије су показале да жене у пре-менопаузи имају већу стопу преживљавања након ове процедуре.

## Избор методе
Избор врсте мастектомије зависе од неколико фактора:
- старости пацијента
- пацијентовог општег здравственог стања
- да ли је пацијент у менопаузи
- величине туморског процеса
- стадијума болести, величине и агресивности тумора
- нивоа хормона и тумор маркера ЦА-125
- захваћености лимфних чворова метастазама

## Хемотерапија и радиотерапија (пре и након операције)
Ако је тумор откривен у поодмаклој фази болести (али још увек ограничен на подручје дојке и истостране аксиларне јаме), онда се прво примењује неоадјувантна, преоперативна терапија лековима (хемотерапија, хормонска или биолошка терапија) или, у одабраним случајевима, терапија зрачењем или њихова комбинација. 
Операција се изводи након завршетка неоадјувантног лечења. Такође, ако се болест дијагностикује када се тумор проширио на подручја изван дојке и регионалне лимфне чворове (удаљени органи), тада се операција обично не изводи, а основа лечења је хемотерапија, хормонска терапија или њихова комбинација, зрачна терапија , а у неким случајевима (ХЕР2 позитиван рак дојке) и биолошка терапија.
Упркос чињеници да се операцијом уклањају  тумор и сви лимфни чворови у којима могу бити туморске ћелије, увек постоји одређени ризик да се болест поново појави, било на месту уклоњеног тумора (локални рецидив) или у неком удаљеном органу, најчешће у костима, јетри и плућима. 
У том смислу код неких жена након операције ради терапија зрачењем на подручју оперисане дојке и регионалних лимфних чворова како би се смањио ризик од локалног рецидива. 
Како би се смањио ризик од поновног појаве болести на дојци и/или у удаљеним органима,  већина оперисаних жена након операције прима:
- хормонску терапију,

- хемотерапију,

- биолошку терапију

- комбиновану терапију (од напред наведених)

### Терапија подршке
Поред лечења  против малигне болести често треба лековима олакшати  симптоме болести, али и сметње које се јављају због примене хемотерапије и радиотерапије. Терапија подршке ублажава симптоме основне болести, али не утиче на раст тумора или исхода болести и има за циљ  да побољша опште стање и свакодневно функционисање пацијента.

## Прогноза
Начин уклањања тумора, као и даљи третман зрачењем и хемотерапијом, зависи од врсте и обима тумора. 
Након операције потребно је редовно дугорочно праћење пацијента кроз све органске системе, где би могло доћи до ширења болести (метастаза). Уклањају се лимфни чворови у пазуху исте стране, јер су то путеви за ширење тумора. Резултат је блокада протока лимфне течности шаке на захваћеној страни и након кратког или дугог времена долази до отока шаке са јаким болом и смањеном функцијом.
Постоје и неке друге промене:
- Пацијенти често имају болове у вратној кичми, болове и ограничену покретљивост рамена на оперисаној страни.
- Због уклањања дојке мењају се статика и држање трупа, а могу се јавити и болови дуж кичме.
- Радикулопатија након мастектомије није тако ретка, односно бол дуж интеркосталног нерва који се јавља након уклањања дојке на истој висини интеркосталног простора. Пацијенти доживљавају интензиван бол, у виду жарења или пецкање дуж интеркосталног простора од предњег дела испод дојке до задњег дела испод лопатице. Бол је понекад врло јак, а ове жене имају осећај стезања у грудима и отежано дисање.

Иако малигни тумори захтевају велики опрез при примени физичких процедура, а неки поступци се можда неће применити, оним што је дозвољено користити може се врло успешно помоћи пацијентима и значајно ублажити њихови проблеми.